# Bobby Troup

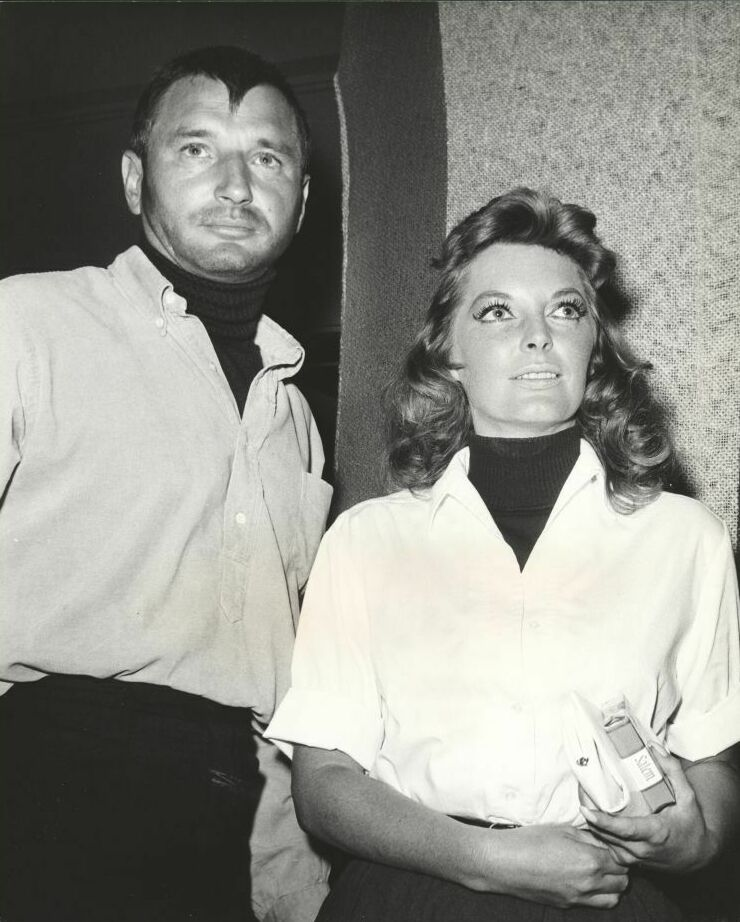
Bobby Troup met Julie London, Los Angeles (1959)

Robert William "Bobby" Troup Jr. (Harrisburg, Pennsylvania, 18 oktober, 1918 - Sherman Oaks, 7 februari, 1999) was een Amerikaans acteur, jazzpianist en liedjesschrijver. Hij staat het best bekend als de schrijver van het nummer Route 66 en als Dr. Joe Early in de televisieserie Emergency!.

## Biografie
Bobby Troup werd geboren in Harrisburg, Pennsylvania. Zijn gelijknamige vader was pianist en leerde hem hetzelfde instrument bespelen; het eerste muzikale succes boekte Troup met het voor hem geschreven nummer Daddy, een regionale hit in 1941. Sammy Kaye and His Orchestra stond met het nummer acht weken op de eerste plaats in de Billboard Hot 100 en Glenn Miller voerde het live uit op de radio. In 1943 zong Connie Russell het in Tex Averys tekenfilm Red Hot Riding Hood.
In 1942 schreef Troup ook het nummer Snootie Little Cutie, opgenomen door Frank Sinatra en Connie Haines. Tijdens de Tweede Wereldoorlog diende hij als kapitein in het marinierskorps van de Verenigde Staten.
Bobby Troup trouwde een eerste maal in mei 1942, met Cynthia Hare. Ze scheidden in 1955.
In 1946 schreef Troup het nummer Route 66, dat hijzelf pas tien jaar later opnam. Het werd een grote hit voor Nat King Cole. Chuck Berry nam zijn versie in 1961 op, gevolgd door onder vele anderen  The Rolling Stones in 1964. Het nummer werd ook gebruikt in de film Cars (2002).
Ook You're Looking At Me uit 1953 werd vaak gecoverd, onder anderen door Nat King Cole en Diana Krall.
In 1955 produceerde Troup het nummer Cry Me a River voor Julie London. Vier jaar later trouwden zij met elkaar. Voor Little Richard schreef hij in 1956 het nummer The Girl Can't Help It in de gelijknamige film.
Voor Julie Londons album About the Blues schreef hij in 1957 The Meaning of the Blues, waarvan Miles Davis een instrumentale versie speelde op diens album Miles Ahead. Ook dit nummer werd talrijke malen gecoverd.
In de jaren zestig en zeventig nam hij een aantal nummers op voor Liberty Records en Capitol Records, maar hij trad toen vooral op als acteur.

## Televisie en films
In de mid-jaren vijftig was Troup paneelbediende in de spelshow Musical Chairs. Ook diende hij als gast in de NBC-show Stars of Jazz.
Als acteur speelde Troup onder andere in de films The Five Pennies (1959), als jazzmusicus Arthur Schutt, en in The Gene Krupa Story (1959), als Tommy Dorsey. Troup had ook meermaals een rol in televisieseries: Perry Mason (1959), Rawhide (1960, samen met Julie London), Mannix (1969 en 1970).
Hij had een succesvolle cameo als sergeant Gorman in de film M*A*S*H. Dankzij Jack Webb, de ex-man van Julie London, speelde Troup mee in een aflevering van Murder Investigation. Later, ook dankzij Jack Webb, kreeg hij de rol van Dr. Joe Early in de televisieserie Emergency!.
Bobby Troup overleed in 1999 in het UCLA Medisch Centrum aan een hartinfarct. Hij werd begraven in de Forest Lawn Memorial Park in Hollywood Hills.